# دهستان وونو
دهستان وونو (به لاتین: Võnnu Parish) یک دهستان در استونی است که در شهرستان تارتو واقع شده‌است.

## نگارخانه

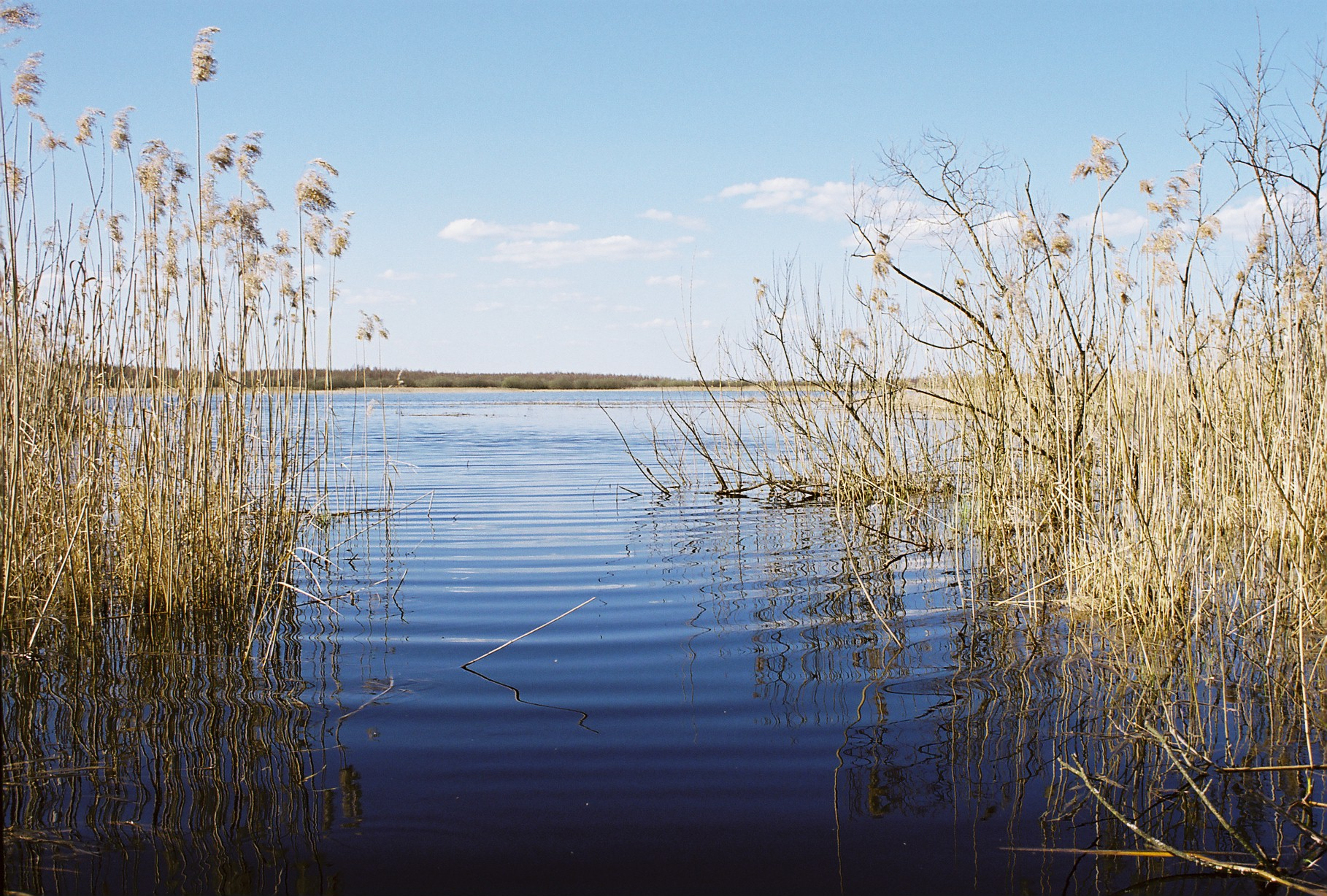